# Бабайкурган
Бабайкурга́н (каз. Бабайқорған) — село у складі Сауранського району Туркестанської області Казахстану. Адміністративний центр Бабайкурганського сільського округ.
Населення — 2689 осіб (2021; 3396 у 2009, 2894 у 1999, 2258 у 1989).